# HindIII

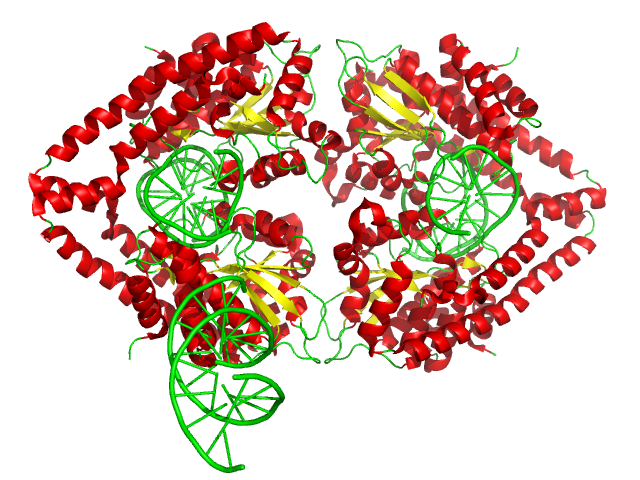

HindIII é uma enzima de restrição produzida pelo microorganismo Haemophilus influenzae que possui um local de restrição no ADN de cadeia dupla dependente de uma sequência metilada, palindrómica e assimétrica, sobre a qual a sua actividade catalítica de hidrolase gera extremos coesivos.
O esquema de restrição pode representar-se segundo este diagrama:
| Sitio de reconhecimento | Resultado do corte                  |
| 5'AAGCTT 3'TTCGAA       | 5'---A AGCTT---3' 3'---TTCGA A---5' |